# Гаврилина, Юлия Михайловна
Ю́лия Миха́йловна Гаври́лина (род. 26 июня 2002, Тюмень, Россия), также известная как Ю́лька Шпу́лька и просто как GAVRILINA, — российский видеоблогер (тиктокер), певица, телеведущая, актриса.
В октябре 2020 года российский журнал Forbes поместил её на четвёртое место в списке самых высокооплачиваемых тиктокеров.

## Биография
Родилась 26 июня 2002 года. В раннем детстве потеряла отца. В октябре 2023 года Юлия дала интервью Дмитрию Диброву в его шоу «Сессия». Артистка призналась, что её биологический отец покончил с собой, когда ей было чуть больше года. Причиной такого поступка, по словам Гаврилиной, стала тяжёлая разлука с её мамой. Блогер уверяла, что информацию о суициде отца от неё скрывали много лет. В два года переехала с семьёй в Москву к бабушке. Живёт в Москве с мамой и отчимом. Также у Юли есть старший брат и младшая сестра. В детстве увлекалась танцами.
В 14 лет зарегистрировалась на Musical.ly (теперь TikTok). Темы роликов: юмор, танцы, песни (каверы на популярные хиты). Добилась на этом большой популярности — по состоянию на март 2025 года на её тикток-аккаунт подписаны 20,1 миллионов человек.
С апреля 2020 года состоит в доме тиктокеров Hype House Rus. Летом 2020 года дебютировала как певица, представив публике хит «Жу Жу». Осенью 17 октября у Юлии вышел трек «Только ты». 27 декабря она выпустила новогоднюю песню «Замело». 17 февраля вышел трек «Ближе к звёздам». Как пишет Forbes, «у Гаврилиной низкий голос с хрипотцой, который выделяет её на фоне других тиктокеров».
В 2021 году Юлия приняла участие в новом проекте «Блогеры и дороги» вместе с Даней Милохиным, Настей Ивлеевой и Эльдаром Джараховым. К слову, с последним у неё произошел конфликт, который в итоге практически вырезали при монтаже. Немногим ранее блогерша выпустила клип на песню «Омут», в котором также сыграл Даня.
В конце марта 2021 года книга под названием «Ближе к звёздам! Не стесняйся, будь собой», написанная Юлей, стала доступна для предзаказа. В сентябре того же года Гаврилина стала участницей и впоследствии финалисткой шоу «Звёзды в Африке» на телеканале «ТНТ».
В 2022 году стала участницей третьего сезона шоу «Звёзды в Африке. Битва сезонов» на телеканале «ТНТ», в котором стала одним из финалистов.
В 2023 году на онлайн-кинотеатре Okko вышел сериал «Открытый брак», где Юлия сыграла одну из ролей.
В феврале 2024 года зрители увидели Юлю на экранах телеканала «СТС» в шоу «Прятки», ведущим которого стал Егор Крид. Вместе с ней участниками проекта стали Артём Дзюба, Клава Кока, Эльдар Джарахов и др. А почти сразу после этого Гаврилина появилась на экране «Пятницы!» в реалити «Выживалити», в котором знаменитости боролись за 10 млн руб.
17 июля 2024 года Юлия Гаврилина приняла участие в фестивале «Белые ночи Санкт-Петербурга» в Ледовом дворце в Санкт-Петербурге.

## Дискография

### Синглы
| Год  | Дата    | Название                | Чарты                           | Чарты                   | Лейбл             |
| Год  | Дата    | Название                | СНГ                             | СНГ                     | Лейбл             |
| Год  | Дата    | Название                | TopHit Top Radio & YouTube Hits | TopHit Top YouTube Hits | Лейбл             |
| ---- | ------- | ----------------------- | ------------------------------- | ----------------------- | ----------------- |
| 2020 | 24 июл. | «Жу Жу»                 | 119                             | 23                      | Legacy Music      |
| 2020 | 20 окт. | «Только ты»             | —                               | —                       | Legacy Music      |
| 2020 | 25 дек. | «Замело»                | 371                             | 61                      | Legacy Music      |
| 2021 | 17 фев. | «Ближе к звёздам»       | —                               | —                       | Liveliness        |
| 2021 | 29 апр. | «Омут»                  | 167                             | 32                      | Liveliness        |
| 2021 | 28 сен. | «Всё равно»             | —                               | —                       | Sony Music Russia |
| 2022 | 9 авг.  | «Хватит»                | —                               | —                       | Zion Music        |
| 2022 | 21 дек. | «Забей и просто танцуй» | —                               | —                       | Kiss Koala        |
| 2023 | 1 мая.  | «Брекеты»               | —                               | —                       | VK Records        |
| 2023 | 20 окт. | «Tiffany»               | —                               | —                       | VK Records        |
| 2024 | 24 мая. | «Сердце упало вниз»     | —                               | —                       | Kiss Koala        |
| 2024 | 12 июл. | «Drama Queen»           | —                               | —                       | Kiss Koala        |
| 2024 | 20 сен. | «Хи Хи Ха Ха»           | —                               | —                       | Kiss Koala        |
| 2025 | 4 апр.  | «Power»                 | —                               | —                       | Самиздат          |
| 2025 | 16 мая  | «DURA»                  | —                               | —                       | Самиздат          |

## Рейтинги
- Самые высокооплачиваемые тиктокеры по версии Forbes — 4 место[3]
- Топ-5 поющих звёзд «Тиктока» — 2 место[30]

## Награды и номинации
| Год  | Премия                                           | Номинация            | Результат | Ист.   |
| ---- | ------------------------------------------------ | -------------------- | --------- | ------ |
| 2020 | Итоги года 2020 по версии телеканала «ТНТ Music» | Лучший тиктокер года | Номинация | [ 31 ] |
| 2021 | «Девичник Teens Awards 2021»                     | Instagram года       | Победа    | [ 32 ] |
| 2021 | Итоги года 2021 по версии телеканала «ТНТ Music» | Лучший тиктокер года | Победа    | [ 33 ] |